# 성가정

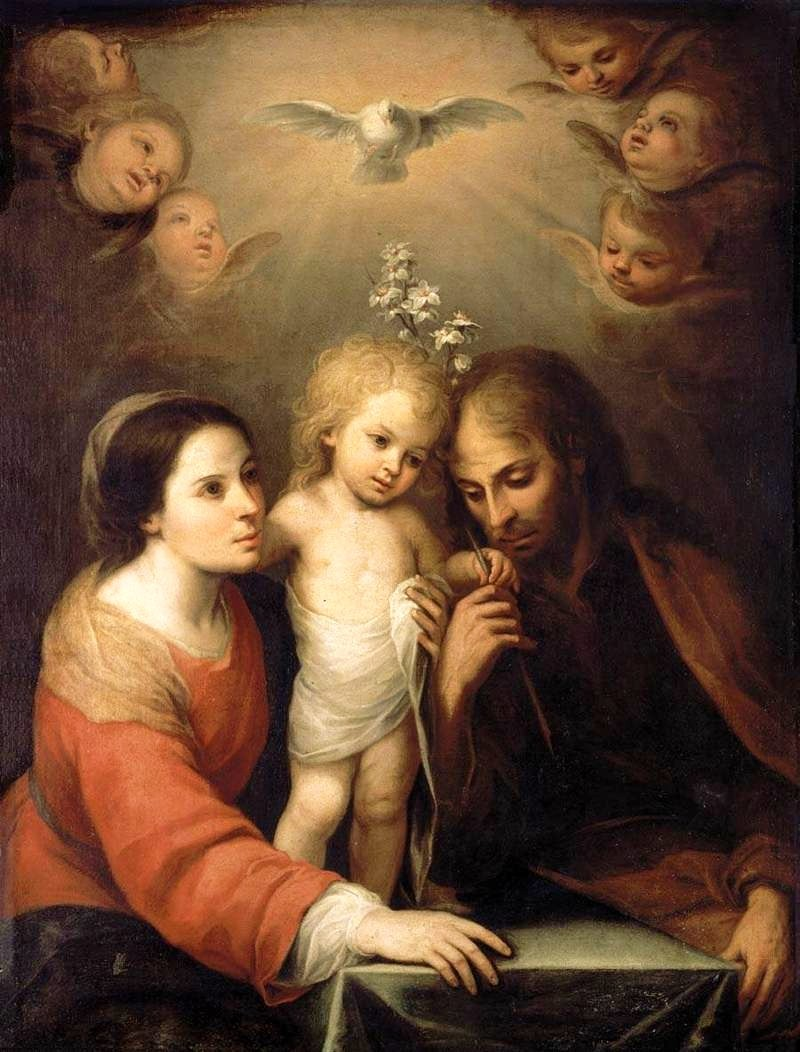
성가정

성가정(聖家庭, 라틴어: Sancta Familia)은 기독교에서 아기 예수와 그의 어머니인 성모 마리아 그리고 마리아의 남편이자 예수의 양부인 성 요셉으로 구성된 가정을 일컫는 말이다. 1921년 천주교에서는 가정의 중요성을 강조하고자 예수, 마리아, 요셉의 성가정 축일을 주님 성탄 대축일의 팔일 축제에 해당하는 12월 30일로 지정하였다. 하지만 한국 가톨릭교회에서는 주님 성탄 대축일 다음 주일(12월 마지막 주일)로 지내고 있으며, 성가정 축일에 해당되는 주일부터 그 다음 토요일까지 7일간 가정 성화 주간으로 지낸다. 성가정에 대한 신심은 17세기 캐나다의 주교 복자 프란치스코 드 라발이 세운 평신도회에 의해 시작되었다.
로마 미사 경본에 따르면, 성가정 축일은 성탄 팔일 축제 내 주일(12월 마지막 주일)에 지내고, 12월 25일이 주일이면 그 다음 주 금요일인 12월 30일에 지낸다.

## 같이 보기
- 예수의 형제
- 예수의 연대학
- 성전에서의 발견
- 이집트로의 피신